# Amorphophallus reflexus
Amorphophallus reflexus är en kallaväxtart som beskrevs av Wilbert Leonard Anna Hetterscheid och A.Galloway. Amorphophallus reflexus ingår i släktet Amorphophallus och familjen kallaväxter. Inga underarter finns listade.